# Love Collection ～mint～
《Love Collection ～mint～》（愛的收藏 ～mint～）是日本的女歌手西野加奈的第1枚精選專輯。於2013年9月4日發行。唱片公司為SME Records Inc.。

## 概要
- 與精選專輯「Love Collection ～pink～」同時發行。
- 收錄第1張單曲「I」至第21張單曲「淚色」，共22首A面曲。
- 除了單曲，此專輯更收錄第1張專輯「LOVE one.」至第4張專輯「Love Place」4首專輯主打曲，連同4首新曲，共30首曲目，並以雙專輯發行。
- 本作分「初回限定盤」和「CD盤」2種版本。
- 「初回限定盤」收錄了單曲和專輯主打曲等，共25首歌曲的PV。
- 在9月16日於Oricon公信榜專輯週榜取得第1名，成為西野加奈出道以來第3張公信榜每周銷量排名第一的專輯。
- 同時，與專輯同時發行的「Love Collection ～pink～」於Oricon公信榜專輯週榜取得第2名，繼藤圭子、濱崎步和JUJU後，第四位佔據Oricon首兩位的女歌手。

## 收錄內容

### CD（初回限定盤、CD盤）
1. Believe
（Kana Nishino / 作曲：FAST LANE）
20th單曲。House Wellness Foods「C1000」的電視廣告曲。
2. 我們的歌（私たち）
（作詞：西野加奈 / 作曲・編曲：GIORGIO CANCEMI）
17th單曲
3. 好想見你 好想見你（会いたくて 会いたくて）
（作詞：Kana Nishino, GIORGIO13 / 作曲・編曲：GIORGIO CANCEMI）
10th單曲
4. if
（作詞：Kana Nishino・GIORGIO13/ 作曲・編曲：GIORGIO CANCEMI）
11th單曲
5. Distance 
（作詞：Kana Nishino / 作曲: MATS LIE SKARE、FAST LANE / 編曲：MATS LIE SKARE、FAST LANE、土井ひろ(NICHION)）
13th單曲
6. glowly days
（作詞：Kana Nishino / 作曲：Marimo Wamoto / 編曲：SiZK）
2nd單曲
7. MAKE UP
（作詞：Kana Nishino / 作曲・編曲：Kazuhiko.M）
4th單曲
8. 即使分開兩地 feat.WISE（遠くても feat.WISE）
（作詞：Kana Nishino, WISE / 作曲・編曲：Giorgio Cancemi）
5th單曲
9. Dear...
（作詞：Kana Nishino / 作曲：Shinquo Ogura、GIORGIO CANCEMI / 編曲：GIORGIO CANCEMI）
8th單曲
10. 就算...（たとえ どんなに･･･）
（作詞：Kana Nishino、佐伯youthK / 作曲・編曲：佐伯youthK）
15th單曲。
11. Be Strong
（作詞：Kana Nishino / 作曲：KASUMI / 編曲：SOTENBO）
4th原創專輯「Love Place」主打曲目
12. Summer Girl feat. MINMI
（作詞：Kana Nishino, MINMI / 作曲：Jeff Miyahara, Kenji "JINO" Hino, Masa Kohama and MINMI / 編曲：Jeff Miyahara, Kenji "JINO" Hino, Masa Kohama）
2nd原創專輯「to LOVE」主打曲目
13. Sweet Dream
14. HAPPY HAPPY
15. Always
（作詞：Kana Nishino / 作曲：Ryo Nakamura, Yoo Nakamura / 編曲：Pochi）
19th單曲。SONY 頭戴式耳機「MDR-1系列」廣告曲

### DVD
- Kana Nishino Video Clip Collection

1. Believe
2. 我們的歌
3. 好想見你 好想見你
4. if
5. Distance
6. glowly days
7. MAKE UP
8. 即使分開兩地 feat.WISE
9. Dear...
10. 就算...
11. Be Strong
12. Always

## 統計
| 榜單                            | 最高排名 | 銷量    | 在榜時數 |
| ------------------------------- | -------- | ------- | -------- |
| Oricon日間專輯榜 (2013年9月4日) | 1        |         | 4週      |
| Oricon週間專輯榜                | 1        | 147,376 | 4週      |
| Oricon月間專輯榜                | 1        | 242,015 | 4週      |
| Oricon年間專輯榜                | 11       | 282,763 | 4週      |
| Oricon累積銷量                  | —        | 282,763 | 4週      |